# Брачич, Мирко
Мирко Иванович Брачич (серб. Мирко Ивана Брачич, словен. Mirko Ivana Bračič), среди партизан известен под псевдонимом Миран Брадач (словен. Miran Bradač, серб. Миран Брадач; 16 марта 1915, Триест — 11 декабря 1943, Кочевье) — югославский словенский партизанский командир, Народный герой Югославии.

## Биография
Родился 16 марта 1915 в Триесте в семье служащего. По окончании Первой мировой войны с семьёй переехал в Тржич, где окончил начальную школу. Учился в средней школе Любляны, по окончании школы заступил на службу в Королевскую югославскую армию, занимая должность младшего офицера в королевской гвардии.
В июле 1941 года Мирко вступил в партизанские ряды, заняв должность политрука Боровницкой роты Кримского партизанского отряда. Рота под его командованием организовала успешную атаку на итальянский склад боеприпасов в Безлуяке, взорвав его 19 октября 1941.
После гибели командира Любомира Шерцера Кримский батальон в декабре 1942 года был преобразован в батальон имени Шерцера. В феврале Брачич стал заместителем командира 3-го батальона имени Шерцера, а вскоре и сам возглавил батальон. 4 апреля 1942 распоряжением Главного штаба НОАЮ в Словении Брачич был назначен командиром 3-й группы партизанских отрядов, которая в начале 1942 года освободила Нотраньску и Доленьску от итальянских оккупантов. 26 июля 1942 Мирко стал командиром Лочского отряда, который был образован в августе близ Отробовца. Отряду предстояло пробиться в Словенское Приморье для помощи деятелям Народно-освободительного движения. Добравшись до старой итальянской границы, отряд был переименован в Сочский отряд, добравшись до Приморья к октябрю 1942 года. Там он расширил свою деятельность и помог создать Альпийскую оперативную зону, руководить которой был назначен Мирко Брачич (зона охватывала Гореньску и Приморье).
После капитуляции Италии Брачич возглавил 14-ю словенскую дивизию. Она участвовала в разоружении итальянцев в Рыбнице (там был разоружён 52-й пехотный полк дивизии «Исонцо»), освободила снова Нотраньску, а во второй половине сентября 1943 года дала отпор немецким передовым частям и в ноябре перешла в контрнаступление. 9 декабря 1943 дивизия вступила в бой с немецко-хорватским гарнизоном города Кочевье, однако после двух суток осады немцы и не подумали сдаваться. 11 сентября 1943 Мирко Брачич возглавил атаку на мост, однако случайный выстрел Франца Бобнара, командира Лочской бригады, оборвал жизнь Брачича.
В память о погибшем командире дивизии позднее была названа 13-я словенская ударная бригада, созданная на основе Лочской. Звание Народного героя Мирко Брачич получил посмертно 5 июля 1951.